# Mazerier
Mazerier é uma comuna francesa na região administrativa de Auvérnia-Ródano-Alpes, no departamento Allier. Estende-se por uma área de 7,29 km². Em 2010 a comuna tinha 309 habitantes (densidade: 42,4 hab./km²).